# Guiomar Novaes
Guiomar Novaes, née le 28 février 1895 à São João da Boa Vista (Brésil) et morte le 7 mars 1979 à São Paulo (Brésil), est une pianiste brésilienne.

## Biographie

### Débuts de carrière
Très tôt, Guiomar manifeste de grandes dispositions pour le piano au cours d'un concert public donné à São Paulo.  
Après plusieurs années d'études, elle est envoyée en Europe pour se perfectionner au Conservatoire de Paris, où peu de temps après son arrivée elle remporte le 1er Prix en 1908.  
Au premier examen du concours d'entrée, elle joue le Carnaval de Robert Schumann et la 3e ballade de Frédéric Chopin. Son interprétation et sa technique impressionnent si fort le jury qu'au deuxième examen Claude Debussy, Gabriel Fauré et Moritz Moszkowski lui demandent de répéter la ballade. La décision du jury est unanime et Novaes est placée sous la tutelle du pianiste et pédagogue Isidor Philipp. À la fin de sa deuxième année, elle reçoit à nouveau le 1er Prix du Conservatoire.

### Concertiste

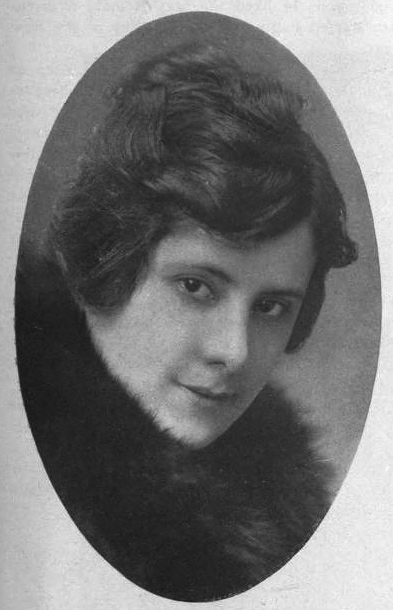
Novaes en 1918.

À la fin de l'année 1910, Novaes fait ses débuts en France avec l'Orchestre du Châtelet sous la direction de Gabriel Pierné puis en Angleterre sous la direction de Henry Wood. Elle effectue ensuite une tournée en Italie, en Allemagne et en Suisse. 
En 1914, alors que la Première Guerre Mondiale débute en Europe, Novaes retourne dans son pays natal et fait ses débuts aux États-Unis à New York au Carnegie Hall. Elle est alors âgée de 19 ans. Les critiques sont élogieuses. Le New York Times évoque une « musicienne touchée par la grâce de Dieu ». Le Boston Globe la désigne comme une « jeune génie du piano ». 
Elle décide de rester au Brésil et continue de se produire aux États-Unis. Leonard Bernstein l'invite lors de sa prise de fonction comme directeur musical au New York Philarmonic en 1958. Sa carrière se poursuit jusque dans les années 1970.  
Novaes a voulu également mettre en avant la musique brésilienne. 
Novaes meurt à São Paulo, en 1979.

### Vie privée
En 1922, Novaes épouse Octavio Pinto. Pinto est un ingénieur de génie civil, pianiste et compositeur. Le couple a une fille. 

## Répertoire
À ses débuts, elle possède de très nombreuses œuvres à son répertoire. Quelle que soit la pièce abordée, elle joue de façon « aristocratique », avec une ligne mélodique très présente et une grande spontanéité et sophistication. 
Harold C. Schonberg relate dans son livre The Great Pianists (« Les grands pianistes ») que son interprétation du concerto pour piano de Schumann « rappelle grandement celle de Josef Hofmann. Il y a la même souplesse, une subtilité de ton remarquable et un rythme inébranlable. […] Comme Hofmann, elle ne joue jamais une pièce deux fois de la même façon. Chaque fois qu'elle effectue un changement sur un point d'interprétation, cette nouvelle approche semble inévitable et parfaitement naturelle. »
Dans l’Art du piano, David Dubal écrit que son jeu est « d'abord toujours personnalisé, elle se délecte de détails, laissant penser que personne d'autre ne les avait jamais savourés. Même dans ses moments d'énervement, elle avait ce trait merveilleux et indispensable d'une grande interprète, le pouvoir de convaincre. Dans tout ce qu'elle entendait, il y avait un sentiment d'intimité, et ce qu'elle entendait le mieux était Chopin ». 
Célèbre pour ses interprétations des pièces de Chopin, Novaes était aussi une interprète admirée de Schumann, Beethoven, Mozart et Debussy.

## Enregistrements
Novaes est reconnue pour ses enregistrements de Chopin, de Schumann, et de Debussy. Elle a effectué de nombreux enregistrements tels que le quatrième concerto pour piano de Beethoven sous la direction d'Otto Klemperer avec l'Orchestre symphonique de Vienne. Le pianiste brésilien Nelson Freire avoue avoir toujours été inspiré par Novaes, notamment son interprétation du Deuxième Concerto pour piano de Chopin qu'il a entendu pour la première fois à l'âge de quatorze ans et qu'il voit alors comme l'idéal à atteindre. Dans ses concerts, il reprend fréquemment en bis une transcription pour piano d'une mélodie pour flûte et cordes tiré de l’Orfeo de Gluck par Sgambati qu'elle même jouait. 
Dans les années 1920, elle fait de nombreux enregistrements avec le label RCA. Après quoi, elle a enregistré pour la Columbia américaine, puis pour Vox, Decca London et Vanguard.